# Limenitis karschi
Limenitis karschi är en fjärilsart som beskrevs av Hans Fruhstorfer 1912. Limenitis karschi ingår i släktet Limenitis och familjen praktfjärilar. Inga underarter finns listade i Catalogue of Life.